# The Holographic Principle
The Holographic Principle – siódmy studyjny album holenderskiego zespołu symfoniczno-metalowego Epica, zostanie wydany 30 września 2016 roku przez wytwórnię płytową Nuclear Blast.

## Lista utworów
1. "Eidola" – 2:39
2. "Edge of the Blade" – 4:34
3. "A Phantasmic Parade" – 4:36
4. "Universal Death Squad" – 6:38
5. "Divide and Conquer" – 7:48
6. "Beyond the Matrix" – 6:26
7. "Once Upon a Nightmare" – 7:08
8. "The Cosmic Algorithm" – 4:54
9. "Ascension - Dream State Armageddon" – 5:16
10. "Dancing in a Hurricane" – 5:26
11. "Tear Down Your Walls" – 5:03
12. "The Holographic Principle - A Profound Understanding of Reality" – 11:35
13. "Beyond the Good, The Bad and the Ugly" – 4:29
14. "Dancing in a Gypsy Camp" – 4:28
15. "Immortal Melancholy (Acoustic Version)" – 3:13
16. "The Funky Algorithm" – 3:30
17. "Universal Love Squad" – 3:45